# 페퍼 런치
페퍼 런치(Pepper Lunch, ペッパーランチ, Peppā-ranchi)는 도쿄도 지역에서 인기 있는 일본의 "패스트 스테이크" 레스토랑 프랜차이즈이다.
페퍼 런치는 페퍼 푸드 서비스(Pepper Food Service Co., Ltd.)의 자회사이다. 레스토랑의 동남아시아 사업은 이전에 산토리 F&b 인터내셔널(Suntory F&B International, 아시아) 및 이전 오이시(Oishii) 그룹(호주 및 미국)에서 관리했다. 2023년 4월부터 아시아, 호주 및 미국 레스토랑은 핫팔레트에서 관리한다.